# Santa Fe (Veraguas)
Santa Fe ist ein Corregimiento und Hauptort des Bezirks Santa Fe in der Provinz Veraguas in Panama. Bei der Volkszählung im Jahr 2023 hatte es 2866 Einwohner. Das Corregimiento erstreckt sich über eine Fläche von 143,3 km².

## Geschichte
Auf seiner vierten Reise erreichte Christoph Kolumbus im Jahr 1502 die Nordküste von Veraguas. Dort gelangte er zur Mündung des Río Guaiga, dem heutigen Calovébora, im Bezirk Santa Fe. Kolumbus wurde von den Indigenen über den Goldreichtum in den nahegelegenen Gebieten informiert.
Offiziell wurde Santa Fe 1558 vom Hauptmann Francisco Vásquez gegründet. Santa Fe war ein Durchgangspunkt zwischen Natá und den Bergbaugebieten, da in jenen Jahren die Minen von La Concepción im Norden von Veraguas ausgebeutet wurden. Die ursprüngliche Siedlung befand sich im Gebiet von La Cabuya; sie wurde einige Jahre später durch einen Angriff der Miskito-Indigenen zerstört.
Die Bergbausiedlung La Concepción verschwand 1589. Von da an wurde Santa Fe zum wirtschaftlichen Zentrum der Provinz Veraguas und zum Ausgangspunkt für Expeditionen, die neue Siedlungen am Pazifik gründeten. Allmählich jedoch, und bedingt durch das Erliegen des Bergbaus in La Concepción, verfielen die Wege, was zur Entvölkerung und Verarmung des Ortes führte. Im Jahr 1607 besuchte Francisco Valverde de Mercado, der damalige Gouverneur von Panama, Santa Fe und empfahl den Bewohnern, die ihre Güter im Gebiet von El Naranjal hatten, den Umzug nach Montijo auf der Suche nach besseren Bedingungen.
Zwischen 1630 und 1690 wurde Santa Fe zur Hauptstadt der Provinz Veraguas ernannt. In dieser Zeit beruhte die Wirtschaft auf Subsistenzlandwirtschaft und Goldgewinnung.
Im Jahr 1799 wurde auf Anordnung des Obersten Francisco Matos Nueva Alcudia am ursprünglichen Standort des Ortes Santa Fe gegründet, mit der Absicht, als Schutz vor Angriffen der Miskito-Indigenen zu dienen, die aus dem Gebiet Nicaraguas kamen. Diese Siedlung wurde 1805 von den Miskito angegriffen und zerstört. Während des Angriffs wurden die Häuser und die Kirche des Ortes zerstört. Nach diesem Vorfall zogen einige Anwohner nach San Francisco, und der Ort trug wieder den Namen Santa Fe.
Am 21. Juli 1901, mitten im Tausendtagekrieg, kam es in Santa Fe zur Schlacht von Vueltas Largas. Dabei nahmen General Victoriano Lorenzo zusammen mit den Generälen Heliodoro Vernaza, Faustino Mina, Luis Fábrega und Luis Salamanca mit einem Heer von 300 Mann den Ort Santa Fe ein. Die Behörden des Ortes flohen. Als Victoriano Lorenzo erfuhr, dass die Regierungstruppen nach Santa Fe unterwegs waren, um die konservative Regierung wiederherzustellen, entschloss er sich zur Schlacht. Er befahl, dass 100 Männer den Weg über den Cerro Tute, auch Vueltas Largas genannt, marschierten. Weitere 100 Männer sollten sich zum Cerro El Sapo begeben, und die letzten 100 sollten im Ort verbleiben. Angesichts dieses Hinterhalts wurden die Männer der konservativen Regierung geschlagen, und die Schlacht endete mit 18 Toten und zahlreichen Verwundeten.
Zwischen 1916 und 1930 belebte der Abbau der Minen von El Cocuyo die Bergbautätigkeit in der Gegend von Santa Fe erneut. Am 3. April 1959 kam es zum Aufstand am Cerro Tute. Eine Gruppe von 20 Studenten, die der Movimiento de Acción Revolucionario angehörten, griff zu den Waffen. Sie waren unzufrieden mit dem, was sie als Ungerechtigkeiten der damaligen Regierung und als Einmischung der Vereinigten Staaten in Panama betrachteten, und waren vom kubanischen Movimiento 26 de Julio inspiriert. Der Aufstand endete mit dem Tod von vier Studenten.
Anfang der 1970er Jahre wurde die Straße San Francisco–Santa Fe eingeweiht, womit der Transport von Passagieren und Gütern zu jeder Jahreszeit ermöglicht wurde. Vor diesem Zeitpunkt war der Weg in prekärer Verfassung, sodass der Transport oft zu Fuß, auf dem Rücken von Tieren, mit Allradfahrzeugen oder per Flugzeug erfolgen musste.

## Bevölkerung
Die folgende Tabelle zeigt die Bevölkerung des Corregimientos Santa Fe, wie es in den Volkszählungen 2000, 2010 und 2023 erfasst wurde.
| Jahr         | 2000 | 2010 | 2023 |
| ------------ | ---- | ---- | ---- |
| Einwohner    | 2809 | 3047 | 2866 |
| davon Männer | 1521 | 1619 | 1449 |
| davon Frauen | 1288 | 1428 | 1417 |

## Orte
Im Corregimiento Santa Fe befinden sich folgende Orte:
- Alto de Piedra
- Bajos de San Juan
- Bermejo o El Sereno
- Cabuya
- Cerro Redondo
- Corral Viejo
- El Cedro
- El Ceibo
- El Escuchadero
- El Jobo
- El Macano
- El Nance
- El Salto
- El Zapote o Las Lajas
- El Zoológico
- Hortiga
- La Argolla
- La Ciénaga
- La Cocaleca
- La Corocita
- La Fría
- La Herradura
- La Isleta
- La Laguna
- La Montañuela
- La Osa
- La Perica
- La Piquera o El Girasol
- La Sapita
- Las Brujas o La Esperanza
- Las Lajas
- Las Peñitas
- Las Quebradas
- Las Trancas
- Los Castillos
- Los Hoyos
- Manzanillo
- Montañuela Abajo
- Montañuela Arriba
- Muelas
- Pacoral
- Pedregoso
- Rincón
- Santa Fe
- Segundo Brazo Mulabá
- Tute Abajo
- Tute Arriba
- Vueltas Largas